# Джина Марі Рзучідло
Джина Марі Рзучідло (28 січня 1978 — 7 жовтня 2023) — американська високогірна альпіністка. Вона відома тим, що прагне стати першою американською жінкою та третьою серед американських альпіністів, які підкорили усі всі 14 восьмитисячників (вершини висотою понад 8 тисяч метрів).

## Альпіністська кар'єра
Рзучідло здійснила успішне сходження на найвищу вершину світу Джомолунґма у травні 2018 року, а потім завершила сім вершин у 2019 році, здійснивши сходження на піраміду Карстенса. У 2022 році вона пройшла К2, ставши першою американкою, яка підкорила три найвищі вершини світу. У 2023 році вона піднялася на вершини Лхоцзе, Чо-Ойю та Нангапарбат, ставши першою американкою, яка завершила останній.  У жовтні 2023 року вона підіймалася на Шишапанґму в Тибеті, останню з 14 вершин, у супроводі Тенджена Шерпи, коли зійшла лавина. Вона була оголошена мертвою 7 жовтня.  Анна Гуту, яка також була на останньому етапі змагань за звання «першої американки, яка підкорила всі 14 вершин-восьмитисячників», також загинула під лавиною. 
У 2023 році вона підняла прапор Іранської жіночої свободи життя на вершині Джомолунґми на підтримку та щоб показати іранським жінкам, що вони можуть боротися за свою свободу.

## Особисте життя
Рзуцидло, народившись у родині польських іммігрантів, в Оберні, штат Массачусетс,  і був одним із семи дітей.  У 1999 році вона отримала ступінь доцента наук у сфері кримінального правосуддя в коледжі Квінсігамонд.  До свої смерті в горах, вона жила на Манхеттені. 